# Yanny Hureaux
Yanny Hureaux, né le 4 décembre 1939 en Belgique, est un écrivain français, chroniqueur, essayiste et romancier.

## Biographie
Yanny Hureaux, Ardennais de France par son père, Flamand par sa mère, réside dans la commune de Gespunsart. Il est longtemps professeur agrégé d'histoire et de géographie dans un lycée de Charleville-Mézières. 
En 1972 il publie "la Prof" qui connait un succès important et manque le Prix des Deux Magots d'une voix. Ce succès sera suivi en 1974 par la publication de "La Petite".
À partir des années 1980 il se consacre à la Littérature Régionaliste, obtenant une grande renommée.
Il est l'auteur d'un billet quotidien, La « Beuquette » (« petite fenêtre » en ardennais), publié dans le journal L'Ardennais. Un recueil en a été édité en 2010. Il a écrit de nombreux autres ouvrages liés aux Ardennes et à Arthur Rimbaud : romans, guides, essais etc.
En 1996, il publie "Bille de chêne", les mémoires de son enfance.
Son roman "Le Pain de Suie" a connu un grand succès en 1999 et a été réédité au Livre de Poche dès 2002.
Il a été secrétaire général de la société des écrivains ardennais (SEA), fondée en 1925 par Jean-Paul Vaillant et présidée par Richard Dalla Rosa.
Antoine Blondin, Yves Gibeau, André Dhôtel et d'autres grands auteurs ont été ses amis.
André Velter a publié la correspondance qu'il lui a adressé lors de ses nombreux voyages "Le jeu du Monde : Cartes à Yanny".